# ミロスラフ・ヴィトウス
ミロスラフ・ヴィトウス（Miroslav Vitouš, 1947年12月6日 - ）は、チェコ出身のジャズミュージシャン、コントラバス奏者、ベーシスト、作曲家。
米ジャズフュージョン・バンド「ウェザー・リポート」の創設メンバーとして活躍。その後はソロに転向し、アルバムごとに様々な演奏家と組んだ秀逸な作品を残している。

## 略歴

### 黎明期
チェコスロヴァキア（現チェコ）プラハ生まれ。6歳からヴァイオリン、10歳からはピアノ、そして14歳からはコントラバスを本格的に習い始め、当時チェコ・フィルハーモニー管弦楽団の著名なコントラバス奏者であったフランチシェク・ポシュタの弟子となるが、次第にジャズへの傾倒を見せ始める。
1966年にウィーンで開かれたフリードリヒ・グルダ主催、国際ジャズ･コンクール（この時の審査員にジョー・ザヴィヌルやキャノンボール・アダレイ等がいる）のベース部門において優勝するなど、若くして期待のアコースティック・ベース奏者として頭角を現す。
アメリカ合衆国に渡った後チック・コリアのアルバム『ナウ・ヒー・シングス、ナウ・ヒー・ソブス』に参加すると、その超絶的な演奏が反響を呼びジャズシーンに彼の名が知れ渡るようになる。また短期間ではあるがマイルス・デイヴィスのバンドにも参加した。

### ウェザー・リポート時代
1970年に新バンドの結成をウェイン・ショーターに持ち掛けるが、ショーターはかねてよりジョー・ザヴィヌルとの間でニュー･グループの構想を練っており、それに加わる形となり「ウェザー・リポート」が誕生。エレクトリック・ジャズバンドのビッグネームとして大きな話題を集めた。
しかし集団即興重視の演奏に変わりジョー・ザヴィヌルがファンキーな要素を入れるために、エレクトリック・ベースに持ち替えファンク・ビートを演奏するようヴィトウスに要求するようになり、音楽性の違いから次第にふたりの仲が険悪なものとなっていく。
1973年発表の4枚目のアルバム『スウィートナイター』では実際にもうひとりのベーシストとしてアンドリュー・ホワイトを起用するなど両者の間の溝が顕著となり、次の1974年発表『ミステリアス・トラヴェラー』を最後にバンドを追われる形で脱退する。これを受けてヴィトウスはバンド名の｢ウェザー・リポート｣使用のロイヤリティーを求めての提訴を起こした。こうしたこともあって、ザヴィヌルとヴィトウスの関係は現在も犬猿の仲のようで、ザヴィヌルはインタビューなど、事あるごとにヴィトウスを批判する発言を残している。

### ソロ活動〜以降
ウェザー・リポート脱退後、ワーナー・ブラザース・レコード、アリスタ・レコードや日本のTRIOにアルバムを残している。1979年にはECMレコードに移籍し『アランフェス協奏曲（Emergence）』など数々の意欲的なソロ作品を発表するようになるが心身疲弊を理由に1993年以降は演奏活動を休止する。しかしその期間中に音楽的なオーケストラ・サウンド・サンプルの制作のために私財50万ドルと8年間を費やし、自ら作曲したモチーフをチェコ・フィルハーモニー管弦楽団の演奏で収録したライブラリー音源｢Miroslav Philharmonik」を完成させる。これがヒット商品となりオーケストラ・ライブラリー音源の中でも大変有名なものとなる。2015年には、IK Multimediaよりその後継である「Miroslav Philharmonik 2」をリリースする。
2003年、ほぼ10年ぶりとなるリーダーアルバム『ユニバーサル・シンコペーションズ』を発表し再び注目を集めた。
2009年、『リメンバリング・ウェザーリポート』を発表。
2019年、長らく所属していたレーベル「ECMレコード」創立50周年記念の企画で、3月に25年ぶりの来日公演を予定している。

## ディスコグラフィ

### リーダー作品
1960年代
- 『限りなき探求』 - Infinite Search（1969年11月録音）(Embryo) 1969年

1970年代
- 『パープル』 - Purple（1970年8月録音）(CBS/Sony) 1970年
- 『マジカル・シェパード』 - Magical Shepherd (Warner Bros.) 1976年
- 『マジェスティ・ミュージック』 - Majesty Music (Arista) 1976年
- 『ミロスラフ』 - Miroslav (Arista/Freedom) 1977年（ドン・アライアスと共演）
- 『ガーディアン・エンジェル』 - Guardian Angels（1978年11月録音）(TRIO) 1979年（ジョン・スコフィールド、ケニー・カークランド、大塚敬治、山口真文と共演。銀座「音響ハウス」において録音。）
- 『ファースト・ミーティング』 - First Meeting（1979年5月録音）(ECM) 1980年

1980年代
- 『ミロスラフ・ヴィトウス・グループ』 - Miroslav Vitous Group（1980年7月録音）(ECM) 1981年（2014年にCD化）
- 『ジャーニーズ・エンド』 - Journey's End（1982年7月録音）(ECM) 1983年
- 『アランフェス協奏曲』 - Emergence（1985年9月録音）(ECM) 1986年

1990年代
- ヤン・ガルバレク、ピーター・アースキンと共同名義, 『スター』 - StAR（1991年1月録音）(ECM) 1991年
- ヤン・ガルバレクと共同名義, 『アトモス』 - Atmos（1992年2月録音）(ECM) 1992年

2000年代
- 『ユニバーサル・シンコペーションズ』 - Universal Syncopations（2002年～2003年録音）(ECM) 2003年
  - 『ユニバーサル・シンコペーションズII』 - Universal Syncopations II（2004年11月～2005年4月録音）(ECM) 2007年
- ミシェル・ポルタルと共同名義, 『リメンバリング・ウェザーリポート』 - Remembering Weather Report（2006年～2007年録音）(ECM) 2009年

2010年代
- 『ミュージック・オブ・ウェザー・リポート』 - Music of Weather Report （2010年3月～2011年3月録音）(ECM) 2016年
- エミル・ヴィクリツキーと共同名義, 『ウイングス』 - Wings（2015年8月、9月録音）(For Tune) 2015年
- Ziljabu Nights (Live At Theater Gütersloh)（2016年6月25日録音）(Intuition) 2016年（ドイツのノルトライン＝ヴェストファーレン州「テアーター・ギュータースロー (Theater Gütersloh) 」におけるライヴ）
- アダム・ピエロンツィクと共同名義, Ad-lib Orbits（2016年7月録音）(PAO Records) 2017年
- エミル・ヴィクリツキーと共同名義, 『モラヴィアン・ロマンス』 -  Moravian Romance: Live at JazzFest Brno 2018（2018年3月23日録音）(Venus) 2018年（チェコのブルノにおけるライヴ）

### ウェザー・リポートへの参加作品
- 『ウェザー・リポート』 - Weather Report (Columbia) 1971年
- 『アイ・シング・ザ・ボディ・エレクトリック』 - I Sing the Body Electric (Columbia) 1972年
- 『ライヴ・イン・トーキョー』 - Live in Tokyo (Columbia) 1972年（「渋谷公会堂」におけるライヴ）
- 『スウィートナイター』  - Sweetnighter (Columbia) 1973年
- 『ミステリアス・トラヴェラー』 - Mysterious Traveller (Columbia) 1974年